# Jämtlands hästjägarkår
Kongliga Jämtlands Hästjägarkår var från 1834 ett förband inom Jämtlands fältjägarregemente. Kåren blev ett självständigt förband år 1853 i samband med att Jämtlands fältjägarregemente reducerades till en kår med namnet Jämtlands fältjägarkår. Förbandet hade föregångare i Jämtlands hästjägareskvadron bildad 1802 ur Jämtlands kavallerikompani. År 1892 ombildades och utökades Hästjägarkåren till Norrlands dragonregemente (K 8) 
Förbandet hade sin övningsplats på Frösön i Jämtland.

## Förbandets administrativa historik

### Jämtlands kavallerikompani
År 1658 bildades Trondhiems kavalleriregemente av ett kompani Upplands ryttare, General Karl Sparres Kavallerikompani och delar av det norska Livkompaniet (Standarnes Rostjeneste). År 1659 hemförlovades Trondhiems kavalleriregemente på Frösön och gick upp i det Norska regementet till häst på sex kompanier som utrustades i Uppland. Den 1 december 1659 ändrades namnet till Erik Plantings regemente till häst med tre kompanier i Jämtland och tre kompanier i Stockholmstrakten. De tre jämtländska kompanierna ingick senare i det Skånska kavalleriet som tillsammans med Jämtlänningarnas tre kompanier även hade överstens eget kompani stationerat i Jämtland. De ryttare som hade hästar tillsammans med en del befäl kom 1661 att ingå i Bohus-Jämtlands kavalleribataljon. Två kompanier stationerades i Jämtland, Livkompaniet och Ryttmästare Bernhard Albrecht von Bärfelts kompani.  De oberidna, jämte en del befäl, ingick i Dragonregementet i f.d. danska provinserna (Skåne, Bohusläns och Jämtlands dragonregementes) Jämtlandskompanier. De två Jämtlandskompanierna blev med gårdar och hemman i Jämtland försörjde.
År 1670 drogs vardera ett kompani ryttare in i Jämtland och Bohuslän. Det kompani som blev kvar med 100 nummer (ryttare) i Jämtland, Överste Börje Månsson Skecktas Livkompani, underställdes chefen för infanteriregementet överste Anders Planting-Bergloo och kallades Jämtlands kavallerikompani.
Den reform som senare kom att kallas "det äldre indelningsverket" ägde rum i Jämtland åren 1685-1695. Med början den 2 juni 1686  generalmönstrade kung Karl XI ryttarkompaniet tillsammans med regementet på Frösön. Karl XI skriver: exerserade Jemthelans Regementet, som står undh. Öfwersten Åke Ulfsparres comando samt Ryttar-Companie.
År 1695 genomfördes det yngre indelningsverket och kompaniet fick sina boställen i det centrala delarna av Jämtland. Vid genomförandet av indelningsverket skulle Kavallerikompaniet placeras så att rusthållen så sättas, att Compagniet må kunna komma tillsammans utan att passera några sjöar och pass så mycket möjligt är.
Först 1699 ansågs jämtarna för lika ansedde med andre Våra Undersåtar. Detta innebar för ryttarna och dragonernas del att rekryteringen skedde i Jämtland och inte som tidigare från andra trakter. År 1686 utgjordes endast 20% av de värvade soldaterna av jämtar.
År 1770 ändrades namnet till Jämtlands kavalleri- eller lättberidne dragonkompani.

### Jämtlands hästjägareskvadron
Den 11 november 1802 fick Jämtlands kavalleri - eller lättberidne dragonkompani namnet Jägartrupp till häst och ganska snart börjar namnet hästjägare användas.
Omkring 1815 används namnet Kongl Jemtlands Hästjägareskvadron, men först i och med 1823 års mönsterrulla är hästjägareskvadron fullt genomförd.

### Jämtlands Hästjägarkår
En ny skvadron bildades som mönstrades vid generalmönstringen den 4 juli 1831. Den nya skvadronen bildades genom att man drog in 200 rotar från Jämtlands fältjägarregemente med 24 eller 26 nummer per kompani, av vilka hälften höll med häst och hälften med ryttare, spridda häst och karl på var sitt nummer inom hela provinsen. Den gamla skvadronen kallades 1. skv eller rusthållsskvadronen och den nya 2.skv eller rotehållsskvadronen.
Namnet ändrades åter 1834, nu till Kongl Jämtlands Hästjägarkår eller Jämtlands hästjägarecorps. Denna kår bestod då av två skvadroner, Livskvadronen och Alsens skvadron.
Hästjägarkåren blev den 19 juli 1853 självständigt förband med den äldste ryttmästaren som chef, men Georg Adlersparre tog så småningom över som chef. 
År 1892 ombildades och utökades Hästjägarkåren till Norrlands dragonregemente (K 8) och flyttade omkring 1900 från Jämtland till nya kaserner i Umeå.

## Stridsinsatser

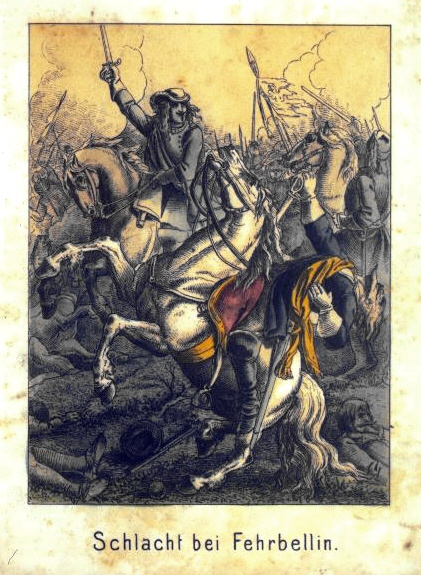
Slaget vid Fehrbellin.

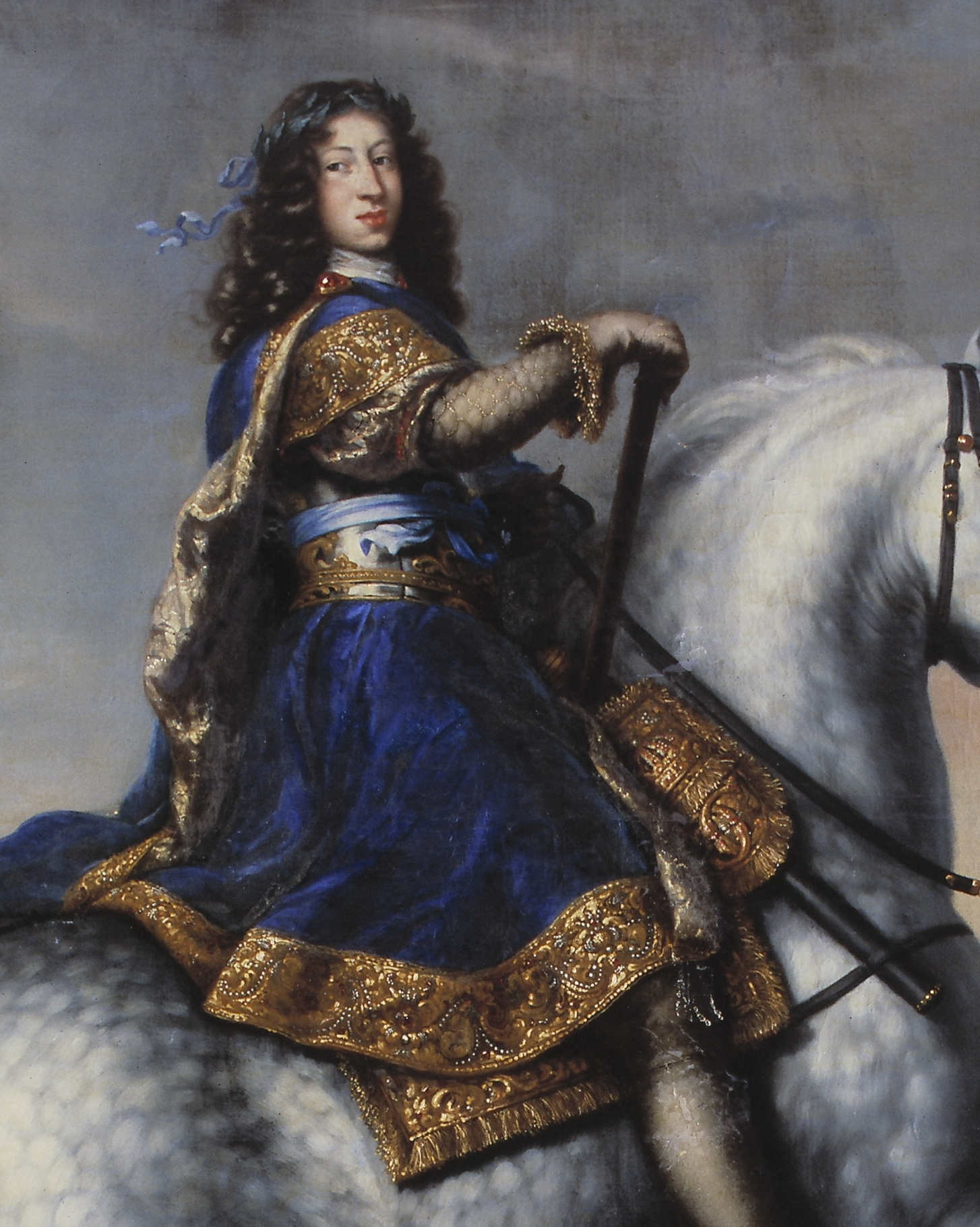
Kung Karl XI till häst.

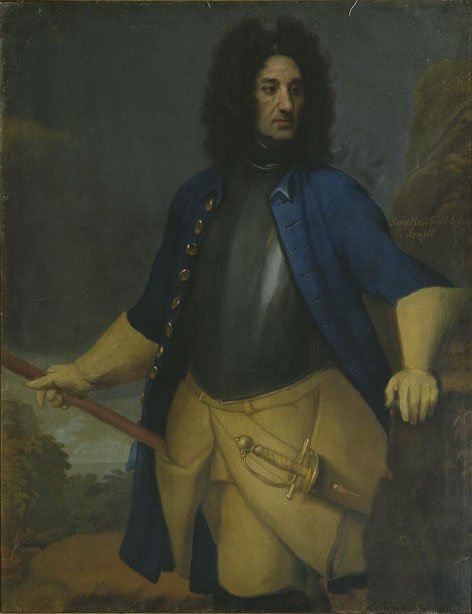
General Carl Gustaf Armfeldt.

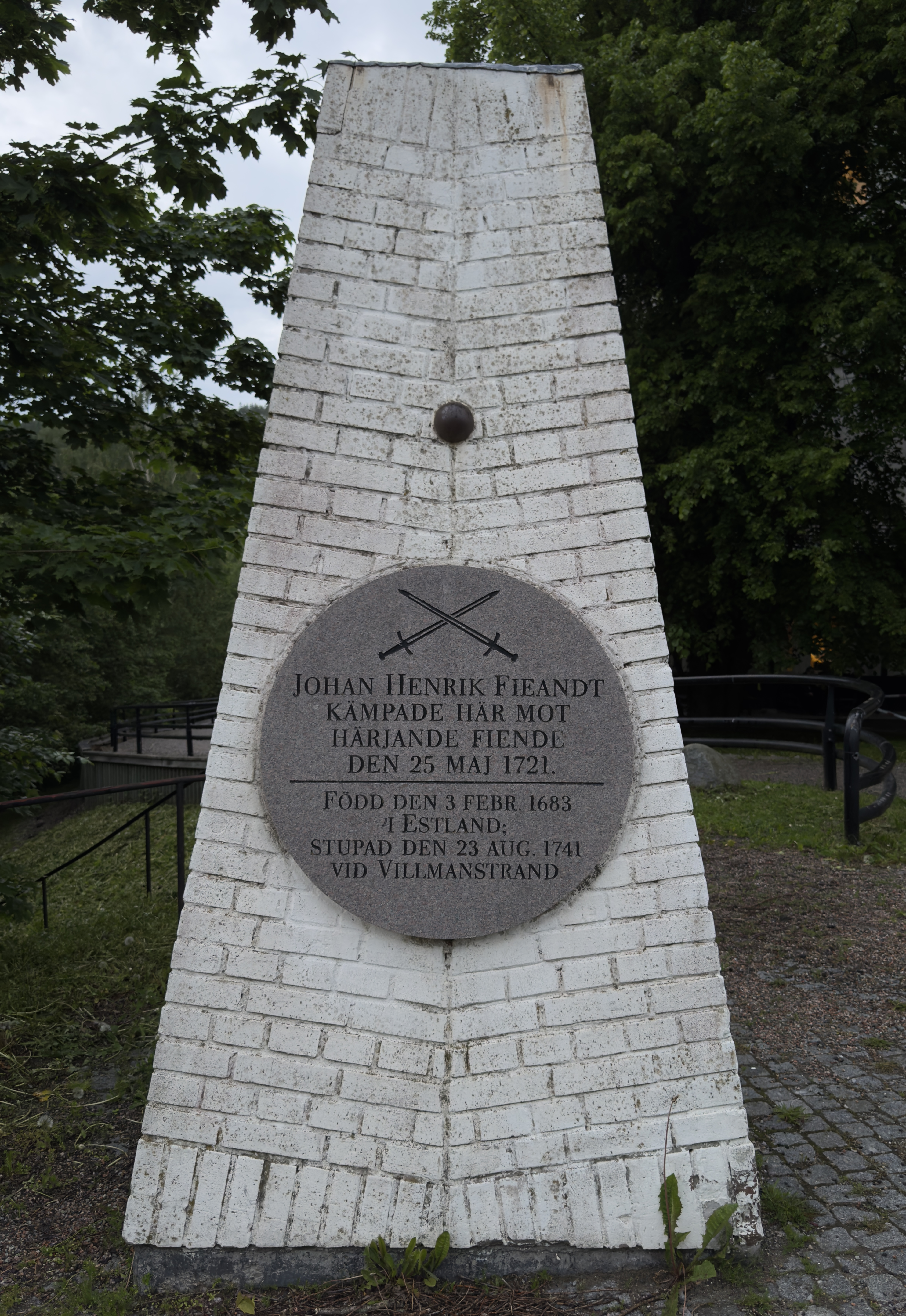
Minnessten över slaget vid Sundsvall-Selånger 1721.

### Slaget vid Fehrbellin
1674 marscherade Jämtlands kavallerikompani till Stockholm för skeppning till Tyskland och Peenemünde, där man under befäl av ryttmästaren Hans Henrik von Rappholt, förenade sig med tre värvade tyska 
kompanier som tillsammans bildade Jämtlands regemente till häst.

### Skånska kriget 1675-1679
Den 8 augusti 1675 rapporterades 15 man dödsskjutna under operationer mot Brandenburgarna i Fehrbellin samt två dödsskjutna i Hafvelberg, fyra döda i Landsberg och tre dödsskjutna i Wittstock. Senare kom skvadronen att ingå i garnisonen i Stettin. Vid en mönstring den 11 mars 1676 befanns 56 man vara beridna och 25 oberidna. Efter hemkomsten till Sverige mönstrades kompaniet i Stockholm den 10 oktober 1678 och hade då fulltaligt befäl men endast 40 ryttare.
Återkommet till Jämtland deltog kompaniet i kriget mot Norge till den 1 december 1679, då trupperna hemförlovades.

### Stora nordiska kriget 1700-1721
Åren 1700 till 1718 utförde kompaniet patrullering och gränsbevakning mot Norge på sommarhalvåret och var under vinterhalvåret marschfärdiga.
Åren 1718-1719 deltog kompaniet under ryttmästare Johan Jacob Rickman med 169 man i invasionen av Tröndelag i Norge under general Carl Gustaf Armfeldt, med den efterföljande katastrofen under återtåget över fjällen. Ett antal om 79 ryttare dog under fälttåget och många förfrös sig. Det senare kan skyllas på att kompaniet hade avdelats till armégardet, och att de för kompaniet specialsydda fårskinnspälsarna hade lämnats hemma för att inte i onödan tynga ner trossen.
Den 6 mars 1719 höll generalmajor Horn rekryteringsmöte för kompaniet på Frösön. 1720 bestred kompaniet strandvakt i trakten av Hudiksvall.
År 1721 var kompaniet under löjtnant Johan Lindstedt återigen strandvakt, men nu även i Sundsvall med omkring 80 ryttare. 25 av dessa var veteraner från Armfeldts tåg mot Norge, vissa även från Finland och Baltikum, men huvuddelen var nyrekryterade. Tjänstgöringen vid Sundsvall innebar den sista striden under det stora nordiska kriget. Striden började med att en rysk eskader på 33 galärer, 33 lodjor och 33 slupar fullastade med manskap och materiel den 25 maj 1721 attackerade Sundsvall med artillerield och prickskytteeld.
Försvararna, som endast hade ett mindre artilleri i form av några små pjäser från gårdarna och båtarna i närheten, lyckades med de 80 kavalleristerna, 80 båtsmännen och 77 bönderna och borgargardet, vid västra bron hålla de landstigande ryssarna stången i en timmes tid. När major Johan Henrik Fieandt, som var högste befäl för svenskarna, med sina små resurser hotades av att bli kringränd av de ryska kosackerna och det ryska infanteriet vid västra bron, beordrade han att man skulle dra sig tillbaka på vägen mot Jämtland och med 70 man ta stridsställning i skogen vid Holmbron. Detta skulle visa sig omöjligt då bönderna och båtsmännen flydde och lämnade de jämtska kavalleristerna ensamma att tillsammans med Fieandt slåss mot den ryska övermakten. 
Den ryska härskaran bestod av omkring 600 kosacker och 6870 man infanteri. De jämtska kavalleristerna försvarade sig väl och lyckades genom två motanfall hejda ryssarna. Svenskarna måste sedan retirera vidare via Selångersdalen till Nävsta och Valla byar där man återigen satte sig till motvärn. Nu hade ryssarna fått fram förstärkning och det blev en svår strid för svenskarna. 22 man blev nedsablade på landsvägen vid Valla. Omkring tio man lyckades hugga sig igenom ryssarnas linjer och fly. 10 svenskar blev tagna som fångar och förda till S:t Petersburg tillsammans med kompaniets fana. Sju av männen återkom efter freden. Ryssarna förlorade enligt kornett Nandelstedt, som var en av fångarna som återkom, omkring 40 man Två dagar tidigare, den 23 maj, hade 9 jämtländska kavallerister råkat i strid med kosacker vid Högs kyrka, i Hudiksvall. 2 kavallerister och 14 kosacker, osäkert hur många allmogemän, stupade.

### Hattarnas ryska krig 1741-1743
Kavallerikompaniet engagerades år 1742-1743 till bevakningsuppdrag längs norrlandskusten.

### Teaterkriget1788-1799
Jämtland tycktes år 1788 kunna vara lätt att inta, då större delen av dess soldater hade skickats till Stockholm. Norrmännens hastiga marsch från Trondheim till Verdalen uppmärksammades av borgaren i Östersund, Zakarias Wiklund under vistelse i Stjördal. Han underrättade genast Johan Herman Tideman i Rödön, vilken var ryttmästare för kavalleriet. Den framryckande norska armén under general Kornbakk bestod av 2700 man dragoner, soldater och skidlöpare, vilka fördelades i tre divisioner. En av dessa lämnades i Stjördal, en andra i Verdal men bortåt 1000 man under överste Ryn gick upp till Sul.
Därifrån gick major Hornemann med 200 soldater ur den nordanfjällska skidlöparebataljonen över gränsen den 23 september, och var kl 11 om natten framme i Skalstugan. Efter en vilodag ryckte norrmännen fram till Medstugan där de fattade posto. Den 27 september fortsatte emellertid Hornemann jämte sina officerare till Bodsjövadet (Bodsjöedet) som ligger fyra och en halv mil hitom riksgränsen. 
Försvararna i Jämtland hade inte legat overksamma. Ryttmästare Tideman, kommendant Milde samt befallningsman Peder Lidsten samlades till krigsråd och beslöt kalla tillgänglig militär och vapenför allmoge till Hjerpe Skans, dit åtta falkonetter också dirigerades från den centrala depån Kronstad skans. Vid Hjerpe ödelagda skansar formerades defensionspunkter och snart var falkonetterna uppställda och försedda med 10 centner krut, kulor och 2400 karduser. Allmogen beordrades infinna sig försedd med tjära och borstar samt med kök, dvs matsäck för tre veckor. Den 26 september brändes nya bron över strömmen, och av virket flottades en del till skansens norra sida där det kom att användas till bröstvärn.
Skansens försvarare slog upp 13 bröstvärn på norra stranden och även mot stora vägen, allt gick snabbt men så hade också 1960 man samlats vid Hjerpe Skans under dessa nervösa dagar. Ledande officerare var major Eric Örbom, major Gyllenhaal, kapten Planting och kornett Nandelstedt, vilka vid sin sida hade några avdankade underofficerare. Förutom dessa hade även prosten Söderberg infunnit sig jämte adjunkt, och i övrigt fanns såväl fältskären Pilo som en fältsmed. Bostäder för den stora mängden människor synes ha ordnats genom anläggande av 200 granriskojor mm.
På de norskes anstalter kunde väl märkas at de hade alfar med at infalla i landet, men sedan dess kundskapare inbragt underrättelse at försvara sig, fick Horneman order av von Krogh att retirera. Major Horneman återgick till Skalstugan varifrån hela styrkan den 29 september drog sig tillbaka över gränsen.

### Gustav III:s ryska krig 1788-1790
År 1790 fanns en idé att sända kompaniet till Finland för att där täcka jägarbataljonen i Jämtlands lätta infanteriregementes vakanser, men dessa planerna verkställdes inte.

### Dansk-svenska kriget 1808-1809
I augusti 1808 avdelades en mindre trupp om kornetten och 20 man till Härjedalen och norska gränsen.
Kompaniet ingick i den så kallade Norra fördelningen. Bedrev år 1808 kustbevakning och brevposteringstjänst i trakten av Sundsvall.
En avdelning med kornett Nandelstadt och 25 ryttare red till Umeå, men överfördes snart till Nykarleby i Finland, där de bevistade striderna i Österbotten vid Alavo, Wirdvis, Brändö och Vasa. I september överfördes de från brändö hamn till Vasa till Sundsvall och återgick till kompaniet. Huvuddelen av kompaniet kvarstannade i trakten av Sundsvall till den 22 november då det förutom några posteringar förlas på sina hemman.
Den 9 april 1809 fick kompaniet order att genom marche forcée ta sig till Fors kyrka i Ångermanland. Där man nu fick sitta av och öva sig som jägare till fots och fältavlöning som infanteri. Efterhand byttes kavalleribeväpningen mot soldatgevär, bandolär och ränslar. Även detta år stod kompaniet vid kusten och deltog i striderna vid Hörnefors den 5 juli och befann sig i augusti månad i Umeå. Där satt kompaniet åter upp, på hästar som beordrats fram från Jämtland. Efter stilleståndet avmönstrades kompaniet den 3 oktober i Stigsby.

### Sveriges krig mot Storbritannien 1810-1812
År 1812 uppbådades skvadronen för gränsbevakning mot Norge, uppdelat på både Jämtland och Härjedalen. Generalmönsterrulla 1812 talar om jägarkompani.

### Fälttåget mot Norge 1814
År 1814 uppbådades skvadronen för gränsbevakning mot Norge, uppdelat på både Jämtland och Härjedalen.

### Paraderingar på 1800-talet
År 1820 beordrades skvadronen till storlägret på Ladugårdsgärdet under dåvarande kronprinsen Oskars överbefäl den 2 juni till 26 juni.
Den 27 augusti 1835 paraderade alla hästjägarna vid Karl XIV Johans besök på Frösö läger. Samtliga ryttare närvarade trots att besöket ägde rum under skördemånaden och inställelsen var frivillig.
År 1873 paraderade kåren under överste Adlersparre och med ryttmästare Hartman och Löthman som skvadronschefer vid Oscar II:s kröning i Trondhjems domkyrka den 18 juli.

## Kavalleristandar
- 1674 - 1709

Standaret som kompaniet stred med i Tyskland var vitt och hade Karl XI monogram och årtalet 1674 med en siffra i varje hörn på duken och silverspira. Ev guldfrans och guldtofsar av silke. Utfört av pärlstickarehustrun Chatarina Kragh av guld och silver broderat och överlämnades före avfärden från Dalarö. Standaret användes fram till 1709 då man kommenterade dess utseende:  och sedan förra tyska och polska kriget blivit brukat - nu är så utnött är, att ganska litet därav hänger kvar vid stången!.
- 1709 - 1721

Standaret som kompaniet stred med i Norge 1718 och Sundsvall 1721 var av år 1686 modell med målad dekor. Karl XI monogram i guld (utan XI) på ena sidan och landskapsvapnet i silver och brunt å den andra sidan (skuggor i andra färger). Fanans storlek var omkring 50 cm x 50 cm och i blå sidendamast. Fanstången som var mellan 2,76 m - 3,19 m lång, förmodligen blåmålad och slöjdad av antingen ask eller tall, kröntes i toppen av Karl XII genombrutna monogram i mässing. Stången var rund, men med en avsmalnande diameter på omkring tre cm från toppen till omkring sex cm alldeles ovanför handgreppet och eventuellt fortsatt avsmalnande från 6 cm nedanför handgreppet till tre cm längst ned. Handgreppet hade en diameter tre cm och började 2/3 ned på stången och var omkring 20 cm. Ovanför handgreppet, och på vissa stänger nedanför, fanns sex till 12 kanaler som gav staven en upplevelse av att vara mångsidig. Några av dessa kanaler kunde vara förstärkta med platta järnstänger för att kunna klara sabel- eller värjhugg. Stängerna var fastspikade med korta järnspikar och löpte från handgreppet och till toppen. Fästet för karbinhaken, järnten med sin löpande bärring, var ovanför handgreppet och omkring 30 cm lång. Längst ned satt en metallsko som var omkring fem cm lång. Fanan förlorades år 1721 i slaget vid Selånger till ryssarna och är sedan dess borta.
- 1729

Blått standar av Tobias Leij med Fredrik I monogram med hjärtspets och läderfodral. 1735 talas om ett standar med messingsspira (1729) och ett utgammalt med silverspira (1674).

## Uniformer och utrustning
- 1674 - Hatt kyller och harnesk. [2]

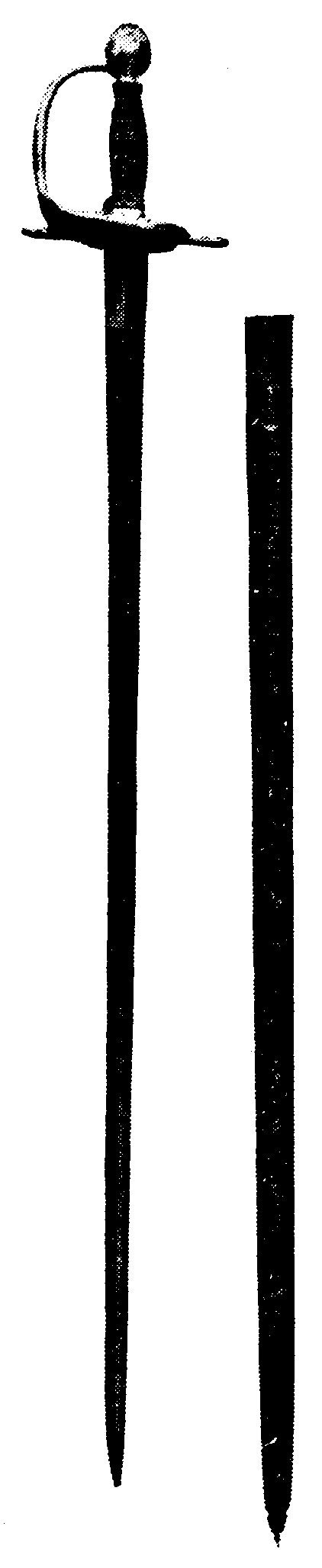
Värja

- 1680 - Hatt, kyller, kappa och harnesk Jämtlands Militien.[2]
- 1691 - Omtalas eventuellt karpuser. [2]
- 1695 - Grå karpus 3 ½ kvarter grått kläde, 1 ½ kvarter blå boj (till foder), litet sliten. Sju stycken knappar av kamelhår, 1 ½ aln blå litzequard, kardevans hattband. Grå kappa med blått foder, Kyller, gammal hatt, grå klädesrock med blå uppslag. Skinntröja, bockskinnbyxor. Svart band att binda håret med samt bröstharnesk den på camperingen fördärvade klädesrocken ännu ej hade lagats. Smorläderstövlar. Blå schabrak.[2]
- 1709 - Nya uniformer karpuser, rockar, strumpor, skor och bockskinnsbyxor . Nämns att de förra ryttarrockarna varit av grått kläde och blått foder. Nu undrar officeren om de nya rockarna skall se lika ut eller vara av blått kläde med blått foder?[2]
- 1715 - Generalmönsterrullan omtalar Karpuser med blått foder och överdragna med grått kläde samt gråa klädesrockar med blått foder under mer än 20 år hade varit så förslitna att de ej längre kunde lappas och lagas, såsom skett under några år. Karbinremmarna, gehängen och patrontaskorna uthnötte. Ryssläderstövlarna var alldeles obrukbara, och i stället hade rusthållen anskaffat starka smorläderstövlar. Ingen blå kappa fanns tydligen att uppbringa utan endast gamla gråa kappor, vilka betecknades som utslitna. Kompaniet skulle nu på nytt beklädas med karpuser och klädesrockar, de senare antingen i samma färg som förr eller blåa med blått eller grått foder, samt blåa kappor med gult foder. 2 st nya trumpetarbanderoller.[2] De 25 stycken fyrmänningsryttarna har förutom hästar ingen beklädning och regulier mondering förutom goda flintcarbiner och pistoler.[1]
- 1717 - 125 hattar och 125 rockar, samt kappor, sadlar och schabrak för fyrmänningsryttarna. Grå karpuser, grå klädesrockar, 25 vadmalsrockar, skinntröjor, skinnbyxor, blå kappor och gamla grå kappor.[2]
- 1718 - Nya uniformer som delvis förstörs av transporten från Göteborg. Talas om specialsydda fårskinnspälsar, som inför fälttåget lämnas hemma för att inte tynga trossen.[1]
- 1721 - Blå schabrak omprydde med utskuret och påsytt gult kläde samt JC med påsydda stora bokstäver. (Beställdes 1721. Levererades nedan 1722).[5]
- 1722 - Besiktigades plagg för kompaniet hos handelsman Pinckhardt i Göteborg: 100 st blå klädeskappor med blått foderboj. 100 st blå klädesrockar med blått foderboj och mässingsknappar uti. 100 st hattar med vita kamelhårssnören. 100 st schabrak av blått kläde med gult påsyning med JC.[6]
- 1728 - Generalmönstring. Kappa av blått kläde och blått bojfoder, blå klädesrock, kyller av älghud, tröja liksom byxa av bockskinn, hatt med vitt snöre, handskar med älghudskrage, halsdukar av vit lärft, 2 per man, smorläderskor och gråa ullstrumpor, 2 par per man. Saknades svarta halsdukar av yllecrepon samt stövlar.[2]
- 1772 - Bestäms att Jämtlands kavallerikompani skall ha samma uniform som Jämtlands regemente.
- 1774 - för ryttare No 91: Vapen, Carbin med krats, 1 par Pistoler med krats 1 st. Wäria med stålfäste

Uniform
Lif. munderingen 1749 i Stockholm nyhandlade består af:
1 st. Hatt med Camelgarnsgalon och knapp
1 st. svart yllekrepons Halsduk m. band
1 st. blå Klädeskappa med gult foder
1 st. blå Klädesväst med boysfoder och messingknappar
1 st Väst av blått kläde med messingknappar
Hemma i Landet tillskaffade
1 livstycke, 2  halsdukar, 1 skjorta, 1 par blå ullstrumpor i stället för grå, 1  gehäng med sölja, 1 värjband av älgläder, 1 patronväska av sämskskinn, 1 par bockskinnsbyxor, 1 nattmössa av blått ullgarn, 1 par blå strumpor, 1 par lärftstrumpor, 1 par kraghandskar av älgläder, sko och knäbandsspännen, stövlar.
Hästmunderingen
Sadel med allt dess tillbehör år 1755 i Stockholm nyhandlade. 1 hästtäcke av grått vadmal med blagarnsfoder, 1 täckjord, 1 viskduk av vadmal, 1 förtent hästskrapa, 2 säckar bulldan, 1 foderpåse, 1 sylväska med tillbehör, 1 gångar hästskor med 2 gångar söm, 1 dubbelgrimma, 1 fouragestreck 12 fot långt.
- 1803 - Uppträdde i en huvudbonad som utgjordes av en rund hatt med snibb fram och bak, mässingsknapp, kordong och träns av läder, vit tagelståndare, gul kokard, banderoll av grönt ullgarn samt hängande plym av svart tagel. Byxorna var av två slag, dels sådana av skinn, dels gröna byxor med mässingsknappar längs ytterkanterna. Insidan av byxorna var även skinnklädd. Dessutom fanns långa knappbyxor av grå vadmal, vilka hade erhållits på 1780- talet och omtalas 1794, 1797 och 1803.[2]
- 1809 - Efter Hörneforsaffären brast det vid krigsrätten i Nordmaling på följande kronopersedlar vid hästjägarekompaniet, vilket kan visa på den utrustning hästjägarna hade när dessa var infanteri 1809:

Kapotter av grönt kläde, skjortor, strumpor, stövlar, halsdukar, fodermössa, handskar med krage, kopparflaska med remmar, kopparkokkittlar, kalvskinnsränslar och nattmössor.
- 1812 - Bestod huvudbonaden av en mössa med gul plåt och banderoll samt ståndare av gröna fjädrar.[2]
- 1816 - Fick tschakå med hängande tagelplym. Den gröna dubbelradiga jackan hade svart krage och svarta uppslag, gråa byxor med svarta lister.[2]
- 1825 - Erhöll knutskärp.[2]
- 1832 - En vidare utveckling av tschakån vid kavalleriet skedde endast vid detta förband, där 1832 den högre, rakare modellen av samtida infanterityp anlades.[2]
- 1843 - Nya blå byxor.[2]
- 1856 - Fick en mössa med svart tagelplym.[2]
- 1881 - En lägre käpi.[2]

## Uniformsgalleri

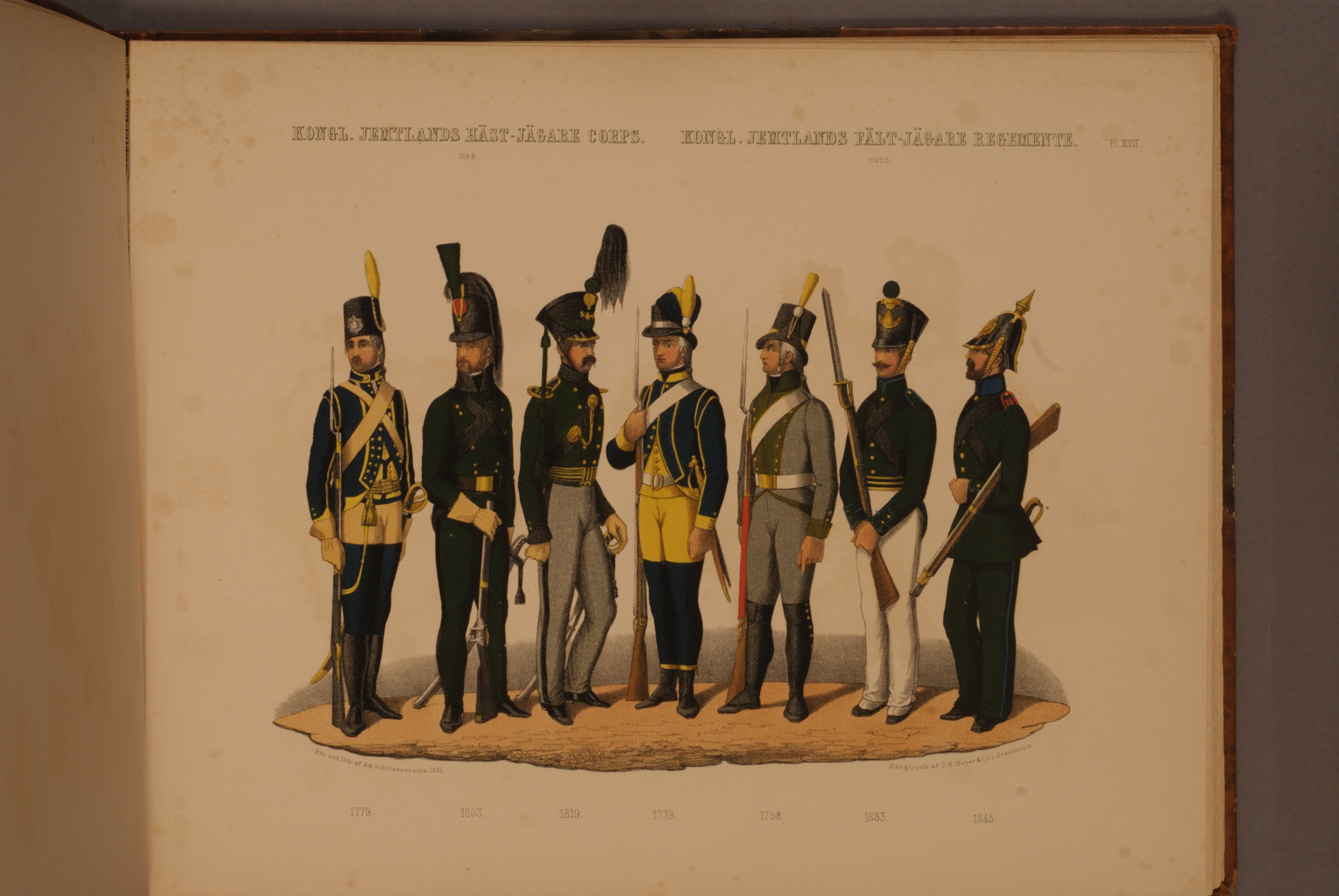
Uniformer för Jämtlands hästjägarkår och Jämtlands fältjägarregemente för åren 1779-1845.
Uniform m/1779.
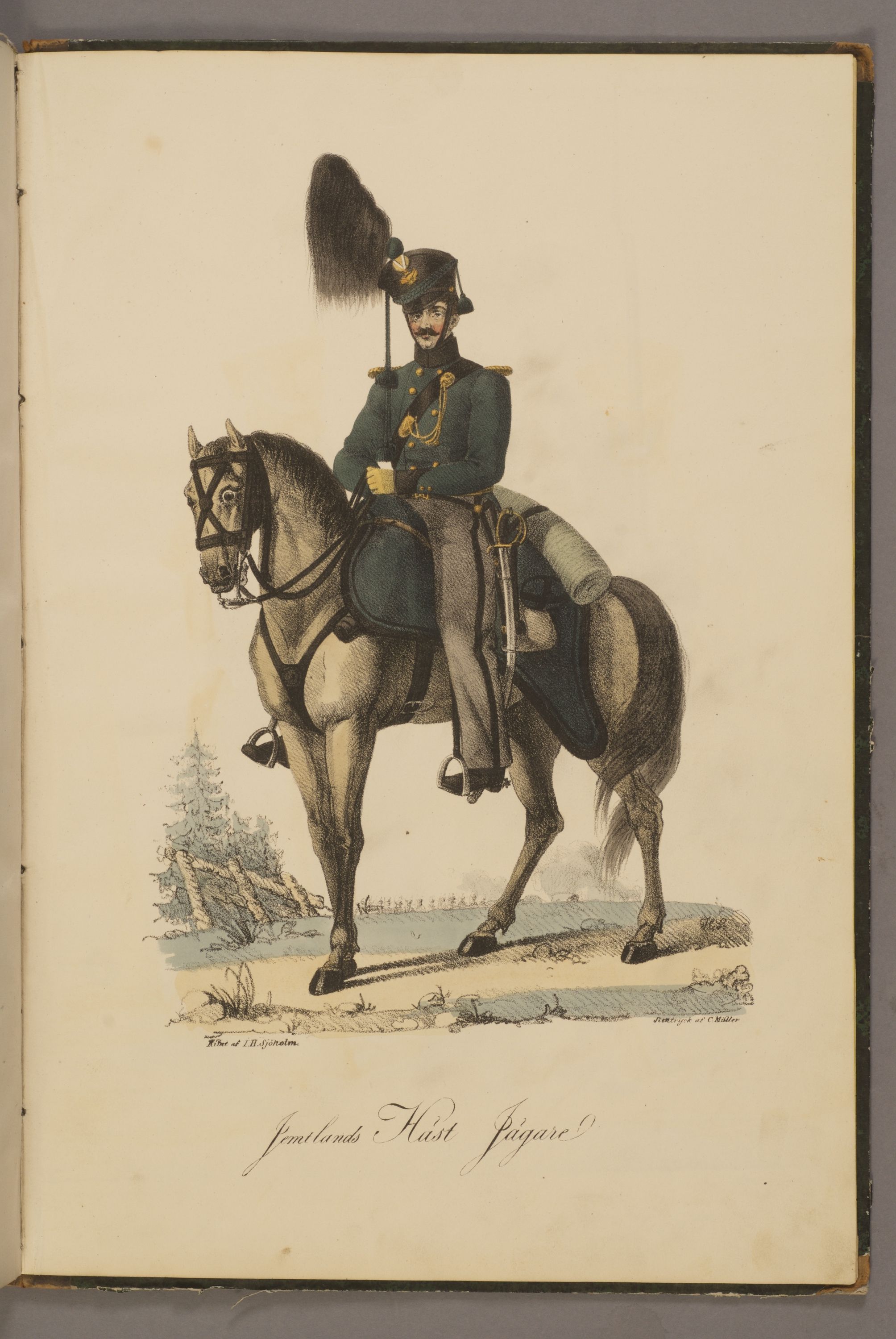
Uniform cirka 1825.
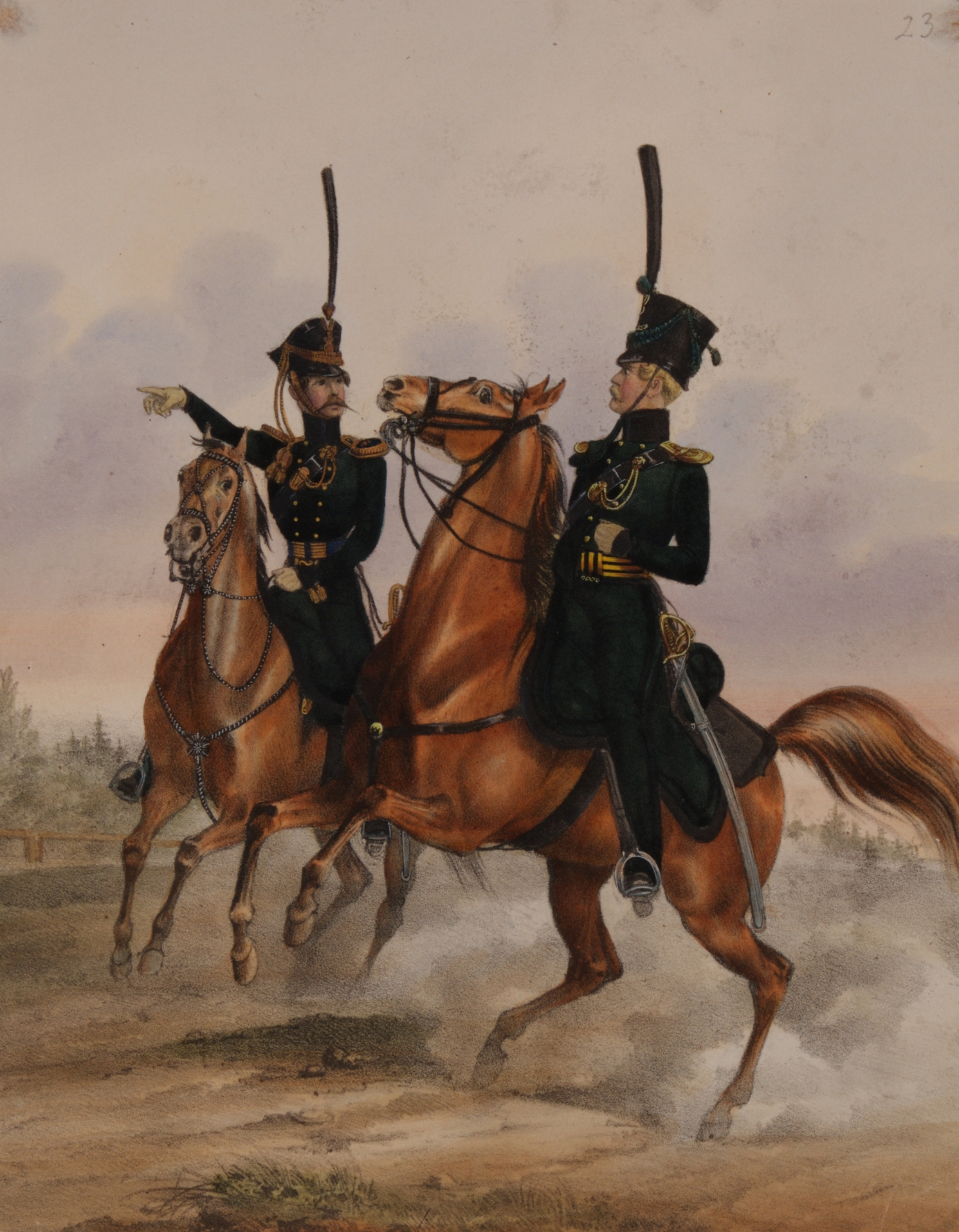
Uniform cirka 1840.
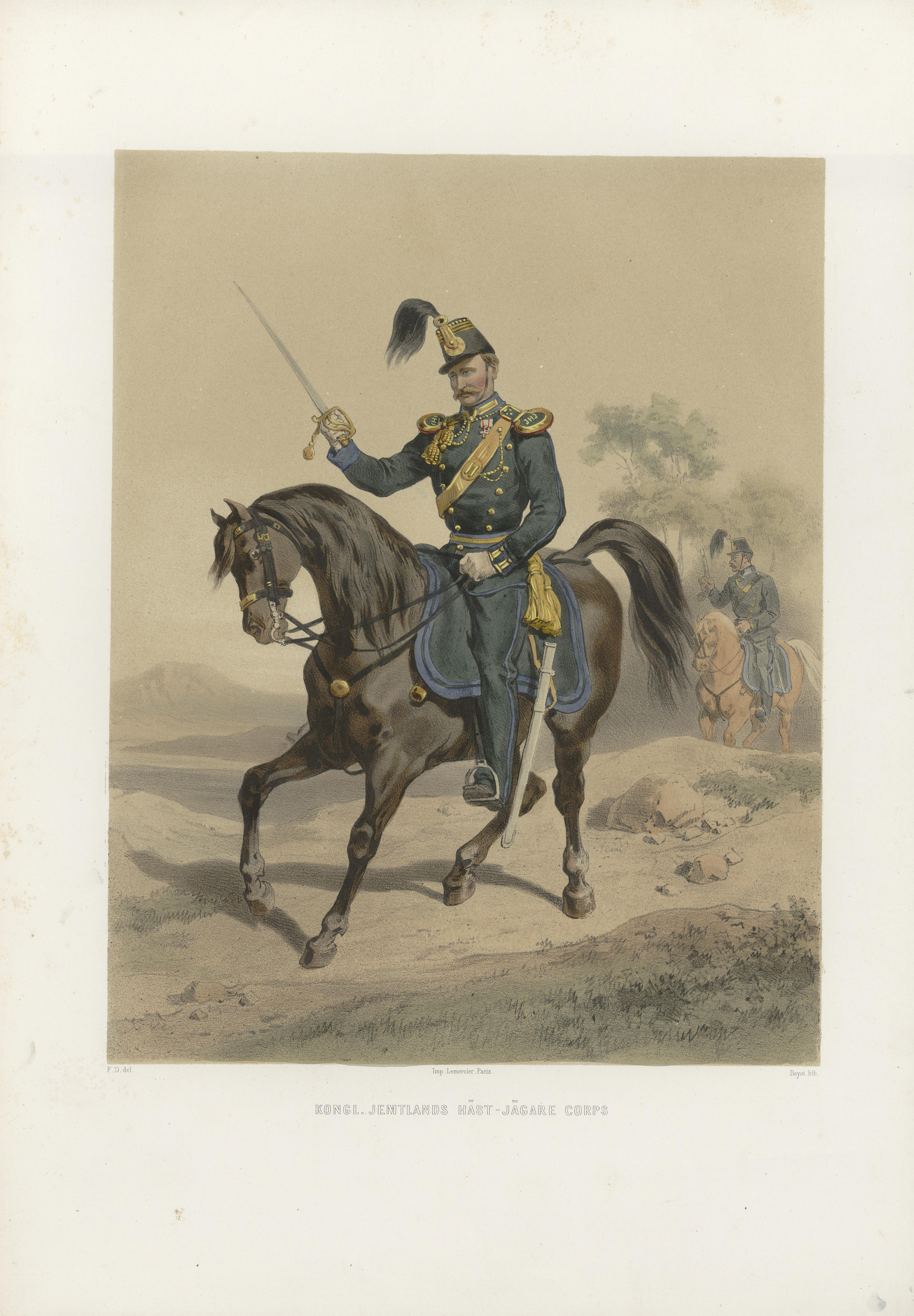
Uniform vid 1860-talets början.
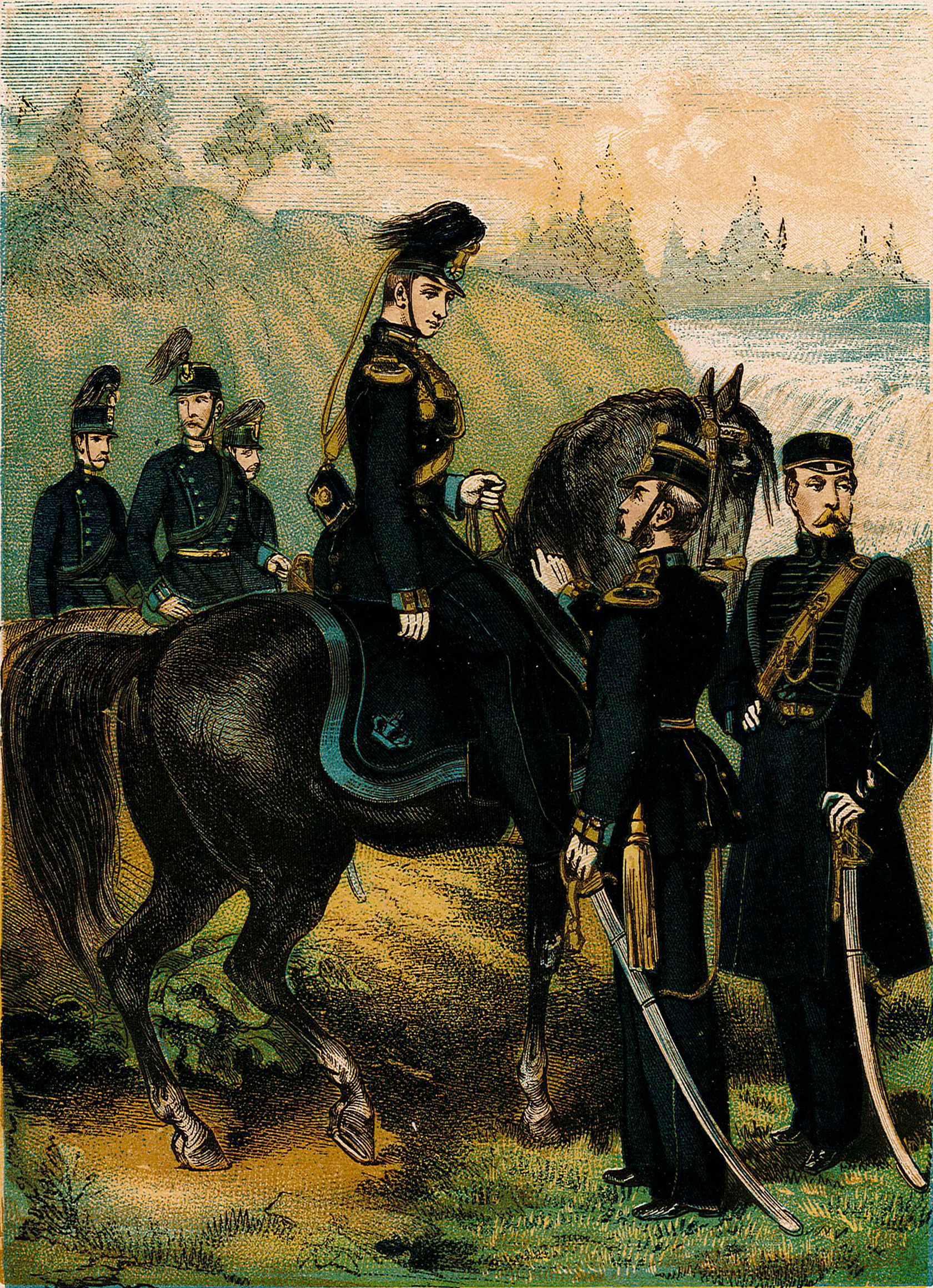
Uniformer Jämtlands häst och fältjägarkårer vid mitten av 1860-talet.
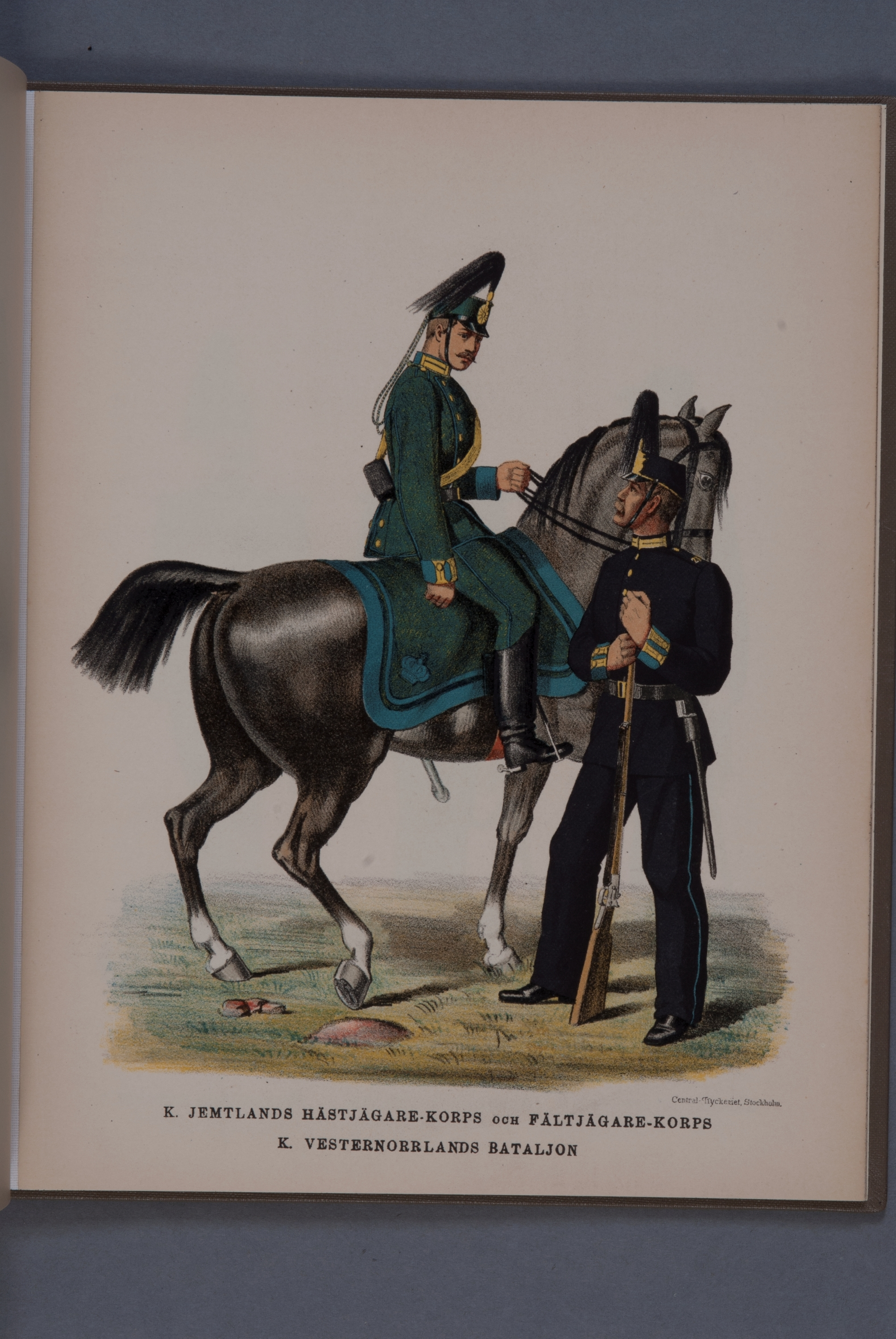
Uniformer för Värmlands Häst- och fältjägarkårer runt 1880-talets slut.

## Boställen för officerare, annat befäl och manskap
- Ryttmästaren Rödögården, Rödön, Krokom.
- Löjtnanten Storviken, Brunflo. Viken uttogs 1695 som boställe för löjtnanten vid Jämtlands Kavallerikompani, men ändrades 1836 till boställe för ryttmästaren vid andra skvadronen. År 1853 ändrades indelningen, så att Storviken blev boställe för livskvadronschefen.
- Kornetten Åsmundgården, Lit.
- 1:e trumpetaren Silje, Rödön.
- 2:e trumpetaren Trusta 3, Rödön.
- Predikanten (Kompaniprästen) Dvärsätt 7, Rödön 1695 - 1824.
- Kvartermästaren Backen 1, Ås (Herrgården).
- Profossen Trusta 2, Rödön.
- Hovsmeden Undrom 2, Rödön.
- 1.korpralen Undrom 4, Rödön.
- 2.korpralen Stengärde 1, Näs.
- 3.korpralen Smedsta 2, Lit.

Manskapets utrustning var placerat i ryttarhärbren i de olika socknarna, där härbret fanns på för brandfara betryggande avstånd från rusthållarens gårdshus.

## Förbandschefer
Nedan anges regementscheferna mellan 1853 och 1893. 
- 1853–1875: Georg Adlersparre
- 1875–1880: Gustaf Anton Bråkenhielm
- 1880–18??: Edvin Ström
- 1883–1887: Gustaf Gyldenstolpe
- 1887–1893: Frans Krook

## Övrigt
Jamtelands Cawallericompagnie i Uppsala är en historisk förening som bedriver verksamhet i syfte att återskapa och gestalta enskilda ryttares och officerares liv och leverne, under Jämtlands kavallerikompanis fana i slutfasen av stora nordiska kriget 1718-1721.